# 合略仮名
合略仮名（ごうりゃくがな）は、仮名の合字である。

## 歴史
1900年（明治33年）には仮名調査委員が変体仮名の廃止とともに『「こと」より」なり」トキ」トモ」を廃す』を議決している。

## 電子機器上での扱い
2000年まで、コンピュータ上では外字の利用などでしか合略仮名を扱えなかった。
2000年、JIS X 0213が定められた。これによって「ヿ(コト)」と「ゟ(より)」が使えるようになった。
2002年、Unicode 3.2に「ヿ(コト)」と「ゟ(より)」が採用された。
2009年、Unicode 5.2に「(トモ)」が採用されて、使えるようになった。しかし、CJK統合漢字拡張Cとして登録されてしまった。
2017年、Unicode 10.0に「 (シテ)」「(なり)」「(ナリ)」が採用されて、使えるようになった。しかし、CJK統合漢字拡張Fとして登録されてしまった。

## 表示可能なフォント
2025年8月現在、合略仮名が表示可能なフォントには以下のようなものがある。
- IPAmj明朝（、、、、、を収録）
- Oradano明朝GSRRフォント（、を収録）
- 字躰帳変体仮名（、、、、、、、、、、、、、、を収録）

## 一覧

### 平仮名
以下は、合字である。
| 読み             | 画像 | 文字 | Unicode | 字源             |
| ---------------- | ---- | ---- | ------- | ---------------- |
| かしこ           |      | -    | -       | 𛀚しこ           |
| こと             |      | -    | -       | こと             |
| ごと             | ゙     | -    | -       | ごと             |
| さま             |      | -    | -       | さ𛃅             |
| さま             |      | -    | -       | さ𛃅             |
| まいらせそうろう |      | -    | -       | まい𛃰せ候、𛂽候 |
| まいらせそうろう |      | -    | -       | まい𛃰せ候、𛂽候 |
| より             |      | ゟ   | U+309F  | より             |

以下は、合字ではない。
| 読み | 画像 | 文字 | Unicode | 字源 |
| ---- | ---- | ---- | ------- | ---- |
| なり |      | 𬼂   | U+2CF02 | 也   |

### 片仮名
以下は、合字である。
| 読み   | 画像 | 文字 | Unicode          | 字源 |
| ------ | ---- | ---- | ---------------- | ---- |
| トイフ |      | -    | -                | ト云 |
| トキ   |      | -    | -                | トキ |
| トテ   |      | -    | -                | トテ |
| トモ   |      | 𪜈   | U+2A708          | トモ |
| ドモ   | ゙     | 𪜈゙   | U+2A708 + U+3099 | ドモ |
| ヨリ   |      | -    | -                | ヨリ |

以下は、合字ではない。
| 読み | 画像 | 文字 | Unicode | 字源   |
| ---- | ---- | ---- | ------- | ------ |
| イフ |      | -    | -       | 云     |
| コト |      | ヿ   | U+30FF  | 事     |
| シテ |      | 𬼀   | U+2CF00 | シテ為 |
| トキ |      | -    | -       | 時     |
| ナリ |      | 𬻿   | U+2CEFF | 也     |

## 類似の文字
- 「ます」と読む文字「〼」は、計量に使用する枡を記号化したものであり、合略仮名ではない。
- 漢字の一部を仮名に置き換えた字（略字）があるが、これらも合略仮名ではない。
  - 例：「機」、「議」、「摩」または「魔」　→「略字」を参照。
- インターネットスラングで、既存の文字の偏と旁が他の文字として解読できる場合、当該文字1字を他の文字2字の代わりとして用いる場合がある。
  - 例：「托い」（キモい）「モルール」（モノレール）など。